# Ezer Székely Leány Napja
Az Ezer Székely Leány Napja a székely népviselet, néptánc és népzene évente megszervezett hagyományőrző találkozója, amelyre rendszerint július első szombatján kerül sor Csíkszeredában.
Az évről évre megrendezett találkozó lehetőséget teremt a székely népviselet és népművészet értékeinek bemutatására, megőrzésére, népszerűsítésére.
Az 1931-es első rendezvény után néhány évig még sikerült megszervezni a találkozókat, majd 1990-ben elevenítették fel újra, megőrizve eredeti hagyományápoló szerepét.
Az esemény seregszemlével kezdődik, Csíkszereda főterén felvonulnak a székely falvak népviseletbe öltözött leányai és legényei, népi játékok bemutatásával, körtánccal szórakoztatják az összesereglett közönséget. Csíkszeredából együtt vonulnak ki a csíksomlyói nyeregbe Csík különböző vidékeiről és a Székelyföld távolabbi tájairól sajátos népviseletükben érkező,
néptáncukat, népzenéjüket és népdalaikat magukkal hozó hagyományőrző csoportok. A szentmisét követi a népviselet, a népdal és a néptánc több órás ünnepe, a hagyományos népviseletbe öltözött csoportok bemutatkozása a nyeregben épült Hármashalom-Oltár színpadon.

## Története

### A két világháború között
Az 1920-as évek végén kezdtek kibontakozni Csíkszeredában a székely népviselet, néptáncok, hagyományok, szokások felelevenítését, népszerűsítését célzó mozgalmak.
„A népi művészet és háziipar felelevenítése, illetve megörökítése annyira a levegőben volt már,
hogy minden értelmiségi – aki tehette – munkakörében e területen tevékenykedett.“ –
jellemezte ezt az időszakot az 1929 őszén rajztanárként Csíkszeredába került Vámszer Géza.
Felismerte a székely népi hagyományok identitásőrző szerepét Domokos Pál Péter is, a későbbi néprajztudós, aki ugyancsak ebben az időszakban tért haza Budapestről, és 1926-őszétől a csíkszeredai tanítóképző tanára lett. A mindennapi életben is székely harisnyát és csizmát öltött, szőttes bálok szervezését is kezdeményezte, ahová a lányok, asszonyok népviseletbe öltözve, szőttes rokolyában mehettek Egy 1990-ben készült interjúban így emlékezett vissza: „Ezt akartam: az új világba a régi életet vinni és úgy élni, hogy minta lehessen. Azért öltöztem harisnyába és csizmába. A tanártársaim nem lelkesedtek érte, a szemükben a kultúra a nadrág volt.”
A fiatal értelmiségiek hagyományápoló törekvései támogatásra találtak a Szociális Testvérek Társasága (szürke nővérek) és a Katolikus Nőszövetség munkájában. Az általuk kezdeményezett Kaláka mozgalom – az erdélyi falusi asszonyok és leányok mozgalma - egyik szép megvalósítása volt az Ezer Székely Leány Napja.
1931. június 7-én került sor az első Ezer Székely Leány Napra, hosszú hónapokig tartó előkészület után. A Csíki Néplap május 22-i számában megjelent cikk szerint, az eredetileg május 31-re tervezett találkozót egy héttel elhalasztották a választások miatt.
A találkozó jelmondata – „Hitében erős, erkölcsében tiszta, és önazonosságában szilárd ifjúságot akarunk” – tükrözte a szervezőknek azt a törekvését, hogy a népi hagyományok felelevenítésével a közösségi identitást erősítsék.
A rendezvényen – minden várakozást felülmúlva – negyvenkét helységből 1600 leány vett részt.
A szervezők közt említésre méltó P.Takács Gábor csíksomlyói házfőnök, Stettner Andrea szociális nővér, és a kolozsvári Katolikus Nőszövetséget képviselő Zakariás Flóra nővér neve.
„A magyar népviseleti akció Erdélyben június hó 7-én fordulóponthoz érkezett. Hosszú, fáradságos és sokszor csaknem meddőnek látszó előkészítő munkálatok után, a Missziós nővérek Csíksomlyón és Csíkszeredában sikerült népviseleti ünnepélyt rendeztek. A csíksomlyói »Ezer székely leányok napja« a magyar nemzeti viselet feltámadásának ünnepe volt! A szokásos úrnapi körmenet messze kimagaslott az egyházi események sorából azáltal, hogy azon a székely leányok, a missziós nővérek - elsősorban Stettner Andrea testvér – buzdítására, falujuk népi viseletébe öltözve jelentek meg, virágos kertté varázsolva a poros utcákat is. A gyönyörűséges körmenetben 42 falu leányai vonultak fel, nemcsak Csíkból, hanem a távolabbi megyékben fekvő székely falvakból is.”
1932. május 29-én második alkalommal is megrendezték az ünnepséget. A szervezők közt a kolozsvári Nőszövetség mellett a korabeli sajtó beszámolói Dr. Nagy Béniné nevét említik. A szentmisén P. Lukács Mansvét, az erdélyszerte ismert ferencrendi hitszónok mondott ünnepi beszédet. A mise és szentáldozás után az egyes falvak lányai kijelölt sorrendben mutatták be sajátos népi táncaikat, énekeiket, a csoportokat Domokos Pál Péter ismertette.
Csíksomlyóról közösen vonultak be Csíkszeredába és részt vettek az úrnapi körmenetben.
1935-ig sikerült megszervezni a találkozót, amely egyre nagyobb hírnevet szerzett, a következő évben a hatóság betiltotta mint nem kizárólag vallásos jellegű eseményt. Ötévi szünet után 1940-ben szervezték meg újra.

### Az újjáélesztett hagyomány 1990 után

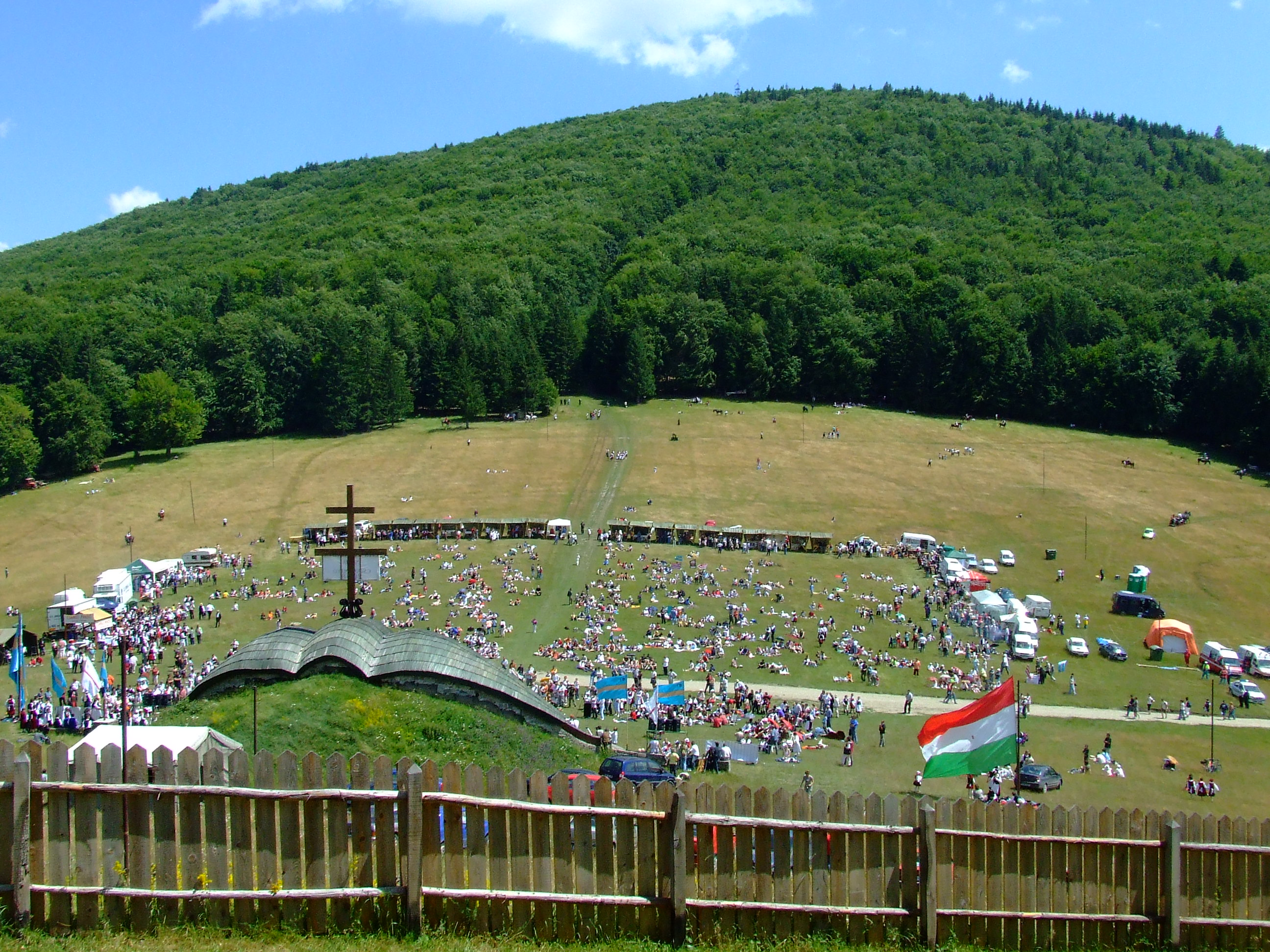
Ezer Székely Leány Napja 2008-ban

A kommunista diktatúra éveiben betiltották a rendezvényt, amelyet már a rendszerváltás évében, László Pál, Csíkszereda első szabadon választott polgármesterének kezdeményezésére 1990-ben újjáélesztettek. A rendezvény és mozgalom újra a tradíció-ápolás szerepét és feladatkörét vállalta. Ekkor a hagyomány szerint ugyancsak a Szociális Testvérek köszöntötték a Csíksomlyóra érkezőket, bár a szervezést már nem tudták vállalni. A nevükben Walter Ilona e szavakkal köszöntötte a részt vevőket:
„Jöjjünk ide évről-évre az Ezer Székely Leány Napjára, közös szent-misén részt venni, magunkba fogadni az élő Istent, hogy belsőleg is megérlelődjünk a ránk bízandó életek befogadására és felnevelésére! Jöjjünk ide őseink lelkéből meggazdagodni, sajátos kincseinkből megajándékozni másokat és gyarapodni a többiekéből! Jöjjünk ide, hogy dalban, táncban, vidám játékban átéljük a közösség megtartó erejét!"
A rendezvény sajátossága, hogy minden évben más-más tájegység mutatja be táncait és hagyományait, majd a különböző néptánccsoportok szórakoztatják a nagyszámú nézőközönséget. Fokozatosan bővült a résztvevők köre, nem csak a szűkebb régióból, hanem egész Székelyföldről és Moldvából is érkeznek tánccsoportok és népdalénekesek, így az utóbbi években már külföldi résztvevőknek is tapsolhatott a közönség.
2000-ben a találkozó megszervezését az Ezer Székely Leány Napja Alapítvány vállalta. Július 2-án, Sarlós Boldogasszony napján, a csíksomlyói nyeregben Boros Károly plébános az alapítvány nevében köszöntötte az egybegyűlteket a szentmise előtt.
A szervezők ebben az évben hagyományápolást ösztönző, közönségcsalogató fogásnak szánták egy kis fajcsikó kisorsolását. A szórakozást lovaglóverseny nyitotta meg, a Csíki-medence legjobb lovasainak részvételével, melynek győztese egy gyönyörű csikót vihetett haza. Nagy sikere volt a lovasíjász-bemutatónak is. Ezután kezdődött a néptánccsoportok bemutatkozása.
Az évről évre változatosabb, színesebb találkozó hagyományos eseményévé vált a lovasverseny, és a lovasíjász bemutatók. A 2001-ben alakult csíksomlyói Székely Íjász Szövetség tagjai rendszeresen bemutatkoztak az Ezer Székely Leány Napján, elkápráztatva a közönséget az ősi magyar harcművészet felelevenítésével.
2003-tól 2007-ig az Ezer Székely Leány Napján rockoperák bemutatóira is sor került az ünnepség zárómozzanataként a csíksomlyói nyeregben a Hármashalom-Oltár színpadon, vagy a Csíki Játékszínben.
2004-ben a csíki és székelyföldi hagyományőrző csoportok mellett magyarországi és burgenlandi műkedvelő együttesek is felléptek a seregszemlén.
2006-ban a rendezvény hetvenötödik évfordulóján a szervező Ezer Székely Leány Napja Alapítvány nagyobb hangsúlyt fektetett a hagyományos programokra. A hetvenötödik seregszemlén csíkszépvízi, csíkrákosi, gyimesi, csíksomlyói, baróti, csíkszentkirályi, székelykeresztúri, remetei, nyárádszeredai, csíkszeredai hagyományőrző tánccsoportokat, a Sapientia – EMTE tánccsoportját, illetve a hajdúszoboszlóiakat láthatta a közönség.
2008-ban Csíkszereda Megyei Jogú Város Önkormányzata vette át a szervezést, az előző évektől eltérően elmaradt a rendezvényt záró rockopera. A szervezők arra törekedtek, hogy ez a nap kizárólag a népi értékeké legyen. Míg korábban inkább a színpadi fellépések álltak a figyelem középpontjában, ezúttal kevesebb együttes lépett fel, a kiemelkedő teljesítményű ifjúsági tánccsoportok mellett a néptánc ismert adatközlőit hívták meg. A színpadi szereplések szüneteiben pedig közös táncházat is szerveztek. A találkozó programjáért a Hargita Nemzeti Székely Népi Együttes felelt.